# Koninklijke Harmonie "Lentekrans" Linne
Koninklijke Harmonie "Lentekrans" Linne werd opgericht in 1873 als Zangvereniging en in 1886 omgevormd tot Fanfaregezelschap. In 1911 was de omzetting tot Harmonie een feit.

## Geschiedenis
Volgens de gegevens zijn er concoursdeelnamen vanaf 1920, te beginnen in de 3e afdeling tot 1938, steeds met stijgend succes. Het voorlopige hoogtepunt blijkt in het jaar 1938 te zijn, wanneer op een concours te Rotterdam onder leiding van de bekende Max Guillaume het hoogste aantal punten in de superieure afdeling wordt behaald. In 1945 volgde Henri Arends de in 1944 overleden Max Guillaume op en zette tot 1951 "Lentekrans" weer op het muzikale spoor. In 1949 ontvangt Harmonie "Lentekrans" van Hare Majesteit Koningin Juliana der Nederlanden het recht om het predicaat Koninklijke te voeren. Dit wegens langdurig op hoog tot zeer hoog niveau te musiceren.
Op de vanaf 1951 aarzelend beginnende Bondsconcoursen wordt de successenreeks voortgezet, dan onder leiding van Jean Weerts. Op 20 september 1952 krijgt de vereniging hun huidig vaandel. Vanaf 1963 op het Bondsconcours te Neer vermeldden de uitslagen steeds Lof van de Jury. Kampioenswimpels bij de Federatie van Katholieke Muziekbonden in Nederland (F.K.M.) in de suprerieure afdeling behaald in 1967 tijdens het Bondsconcours te Blerick met 346½ punt en 1970 bij het federatieve concours te Roosendaal, vulden de prijzenkast aan.
In 1973 werd het 100-jarig jubileum gevierd. In de paviljoentent concerteert de Amerikaanse Tascom's 76-the U.S. Army Band, de WMC-kampioen het AMATI blaasorkest vanuit Kraslice in Tsjechië en dé topper, de beroemde Musique de la Garde Republicaine uit Frankrijk onder leiding van Roger Boutry. Ter gelegenheid van deze eeuw-viering kreeg het orkest nieuwe uniformen.
In 1976 neemt Frans Scheepers de directie over van Jean Weerts. De successenreeks wordt voortgezet en in 1979 en 1984 wederom Lof van de Jury, alsmede de kampioenswimpel van de F.K.M. in 1984 tijdens het federatief concours te Doetinchem behaald. Op 5 november 1989 werd te Venlo in de allerhoogste afdeling, de concertafdeling, 352 punten van 360 punten behaald, waardoor ze tevens kampioen 1989 werd en daarmee de gouden wimpel van de F.K.M. verwierf. In 1993 werd Sef Pijpers sr. dirigent van de harmonie. In 1995 werd succesrijk deelgenomen an zogenoemde mini-WMC, of ook "Open Nederlandse Kampioenschappen". Binnen de concertafdeling behaalde "Lentekrans" de tweede plaats met 2 punten achter de winnaar, de Koninklijke Philharmonie Bocholtz. In 1997 werd "Lentekrans" uitgenodigd om de openingsmanifestatie van het Wereld Muziek Concours te Kerkrade mee te verzorgen. Tijdens dit festijn wordt het werk Volksverhalen en Legenden van Jef Penders voortreffelijk uitgevoerd.
In 1999 werd de harmonie winnaar in de concertafdeling tijdens het mini-WMC te Kerkrade. In 2002 werd Roger Niese opvolger van Sef Pijpers sr. als dirigent. In 2005 wordt er aan het Wereld Muziek Concours deelgenomen en men bereikte in de concertafdeling binnen 15 deelnemende harmonieorkesten de zevende plaats. In 2007 werd dirigent Harry Vorselen opvolger van Roger Niese.

## Dirigenten
- 1920-1921 J.B. Lichtenberg
- 1922-???? W.H. Schulpen
- 1938-1944 Max Guillaume
- 1945-1951 Henri Arends
- 1951-1976 Jean Weerts
- 1976-1993 Frans Scheepers
- 1993-2002 Sef Pijpers sr.
- 2002-2007 Roger Niese
- 2007-2010 Harry Vorselen
- 2010-2013 Jacques Claessens
- 2013-heden Jos Simons

## Concertreizen
| Jaar | Land              | Locatie |
| ---- | ----------------- | --- |
| 1950 | Luxemburg         | Concertreis naar het Groothertogdom Luxemburg met concerten te Ettelbruck op 12 augustus en te Esch-sur-Alzette op 13 augustus                 |
| 1958 | West-Duitsland    | Concertreis naar Duitsland in Überlingen aan het Bodenmeer                                                                                     |
| 1974 | Tsjecho-Slowakije | Concertreis naar Tsjechië als tegenbezoek in Kraslice                                                                                          |
| 1975 | West-Duitsland    | Driedaagse concertreis naar Duitsland in Malmsheim, nu: gemeente Renningen                                                                     |
| 2001 | Frankrijk         | Concertreis naar Frankrijk met een concert in Bischwiller, waar zij samen met de Franse pianist Stephan Seban de Rhapsodie in Blue uitvoerden. |
| 2002 | Hongarije         | Concertreis van het jeugdharmonieorkest naar Hongarije met concerten in Dunabogdány en in de omgeving van Boedapest                            |